# Dziewczyny płaczą
Dziewczyny płaczą (oryginalny tytuł Girls in tears) - czwarty tom serii Dziewczyny autorstwa Jacqueline Wilson, opisująca przygody nastoletnich przyjaciółek Ellie, Magdy i Nadine. W Wielkiej Brytanii wydana została w 2002 roku, natomiast w Polsce w 2004 roku przez wydawnictwo Media Rodzina
Ellie odkrywa, że w życiu jest wiele powodów do płaczu. Jej ojciec przechodzi właśnie kryzys wieku średniego, przez co sytuacja rodzinna poważnie się komplikuje. Magda, jej przyjaciółka jest w żałobie po chomiku. Nadine zawarła znajomość na czacie z, jak się wydaje, idealnym chłopakiem, a że jej przyjaciółki nie popierają tej znajomości, postanawia zaryzykować spotykając się ze znajomym z sieci o późnej porze. Jedzie tam sama. Nadine krytykuje prezent Ellie od jej chłopaka Russela, który przywłaszczył sobie jej pomysł i wysłał go na konkurs. Żeby tego było mało, przyjaciółki Ellie coś przed nią ukrywają.